# 加耶斯普尔
加耶斯普尔（Gayespur），是印度西孟加拉邦Nadia县的一个城镇。总人口55028（2001年）。

## 人口
该地2001年总人口55028人，其中男性28199人，女性26829人；0—6岁人口4480人，其中男2286人，女2194人；识字率80.53%，其中男性为85.02%，女性为75.80%。